# Tongrubengelände von Bensheim und Heppenheim
Das Tongrubengelände von Bensheim und Heppenheim liegt im Hessischen Ried im Landkreis Bergstraße zwischen den beiden Städten Bensheim und Heppenheim. Es handelt sich um ein ehemaliges Tonabbaugelände, das seit 1977 als Naturschutzgebiet ausgewiesen ist.

## Lage
Das Naturschutzgebiet Tongrubengelände von Bensheim und Heppenheim erstreckt sich auf 91,87 Hektar (0,92 km²) zwischen dem Meerbach im Südwesten von Bensheim und dem Jochimsee im Nordwesten von Heppenheim. Die Bahnlinie im Osten und die Autobahn A5 im Westen begrenzen das Gelände.

## Naturschutzgebiet
Das Naturschutzgebiet „Tongrubengelände von Bensheim und Heppenheim“ gehört als Fauna-Flora-Habitat (FFH)-Gebiet zum europäisch vernetzten Schutzgebietssystem Natura 2000. Die Fläche des Naturschutzgebietes ist identisch mit dem FFH-Gebiet „Tongrubengelände von Bensheim und Heppenheim“. Der Maßnahmenplan für das FFH-Gebiet vom 25. Juni 2007 beschreibt die Erhaltungsziele für die Biotopkomplexe Binnengewässer (Meerwiesenteiche, Jägerteiche und Totensee), Grünlandkomplexe, Ried- und Röhrichtkomplexe und Gebüsch- und Vorwaldkomplexe.
Das Naturschutzgebiet liegt innerhalb des EU-Vogelschutzgebietes „Hessische Altneckarschlingen“ (BfN-ID 6217-403), das mehrere Teilgebiete (4 Hauptabschnitte mit insgesamt 32 Teilgebieten) umfasst.
Das Tongrubengelände besteht aus verwilderten Teichen und Schilfgebieten, die zum Teil mit Bäumen und Büschen bewachsen sind. Es bietet wertvolle Biotope für viele seltene Vogelarten, Amphibien und Insekten. Bis zu 90 Brutvogelarten konnten Betreuer des Nabu nachweisen wie z. B. Zwergtaucher, Teichralle, Eisvogel, Blässhuhn und Rotmilan. Hinzu kommen Nahrungsgäste wie Störche und Reiher.

## Aussichtspunkte

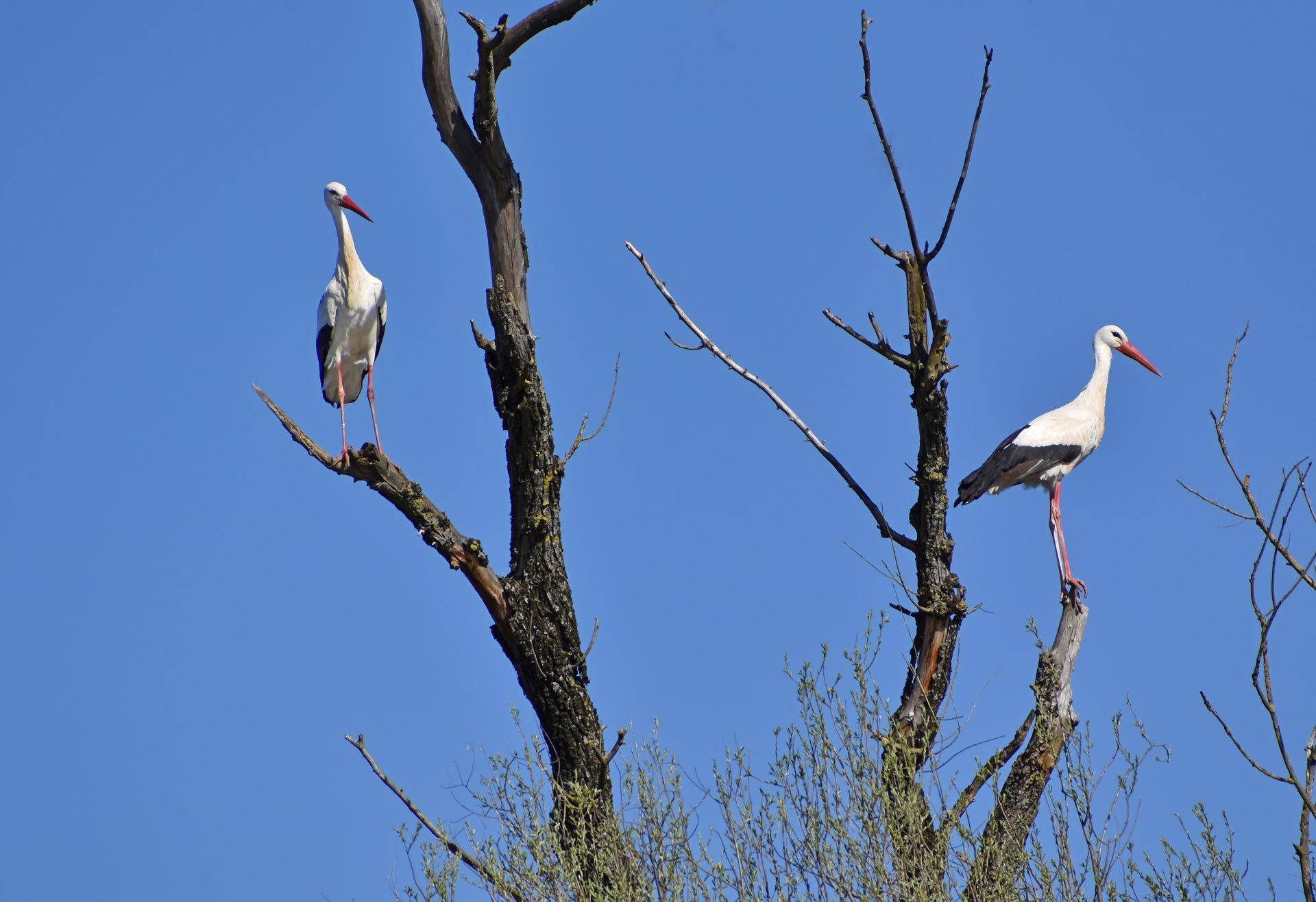
Störche im Tongrubengelände

Große Teile des Naturschutzgebietes sind nicht zugänglich. An den Jägerteichen auf Heppenheimer Gebiet steht eine Beobachtungshütte, die gute Ausblicke auf die Jägerteiche ermöglicht.

## Geschichte
Bis vor etwa 2000 Jahren mäanderte der Neckar noch durch das Hessische Ried und mündete nördlich von Darmstadt in den Rhein. Dabei transportierte der Fluss u. a. große Mengen an Tonen, die sich im flachen Wasser absetzten.
Bereits ab 1894 wurde eine Feldbrandziegelei betrieben. Industrielle Tonförderung durch das Tonwerk Heppenheim fand von 1900 bis 1960 statt. 1941 kam eine Fabrikationsstätte in Bensheim hinzu. Im Zweiten Weltkrieg hielten zeitweise Zwangsarbeiter die Produktion im Tonwerk in Gange. Eine 2018 errichtete Gedenkstätte in Heppenheim am Rande des Geländes erinnert an die Zwangsarbeiter.
Die Abbaugruben, die bei der Tonförderung entstanden, füllten sich mit Grundwasser. Es bildeten sich flache Teiche mit sehr viel Schilf und nützliche Biotope für zahlreiche Vogel- und Amphibienarten boten. Eine Flurbereinigung im Jahre 1964 und weitere bauliche Maßnahmen führten zur Grundwasserabsenkung, zu Entwässerung und Verlandung der Teiche.
1977 wurde das Gebiet als Naturschutzgebiet ausgewiesen, und Maßnahmen zur Renaturierung und Wiederherstellung der Flachwasserteiche eingeleitet. Ein Wassereinlauf-Bauwerk am Meerbach in Bensheim wurde errichtet; es gewährleistet den Wassernachschub und verhindert die Austrocknung der Teiche. 1989 wurde das Naturschutzgebiet auf seine heutige Größe erweitert und rechtskräftig als Naturschutzgebiet ausgewiesen.